# Humeńce
Humeńce (ukr. Гу́менці) – wieś na Ukrainie w rejonie kowelskim, w obwodzie wołyńskim. W II Rzeczypospolitej miejscowość wchodziła w skład gminy wiejskiej Zgorany w powiecie lubomelskim województwa wołyńskiego. Do II wojny światowej w pobliżu miejscowości znajdowały się niewielkie chutory: Czosnowinka, Paśki oraz Pukie.
Do 2020 w rejonie lubomelskim.